# Premi al millor seinen del Saló del Manga de Barcelona
El premi al millor seinen del Saló del Manga de Barcelona és un guardó anual concedit per Ficomic durant el Saló de Manga de Barcelona que té per objectiu premiar el millor manga de l'any de gènere seinen publicat a l'estat espanyol. El premi es va concedir per primera vegada el 2008, a la 14a edició del Saló del Manga de Barcelona, i s'ha entregat ininterrompudament des d'aleshores.
El premi no té dotació econòmica i s'atorga per votació popular mitjançant la pàgina web de Ficomic, en la qual tothom hi pot emetre un vot. A les primeres edicions, Ficomic anunciava directament el guanyador de la votació popular. Més endavant, es va introduir un sistema de votació a dues voltes amb el qual de la primera votació en resultava elegida una llista de tres nominats. A la segona votació es determina el guanyador per votació popular.
| Any                                                    | Títol                                        | Autor                          | Editorial           |
| ------------------------------------------------------ | -------------------------------------------- | ------------------------------ | ------------------- |
| 2008                                                   | 20th Century Boys                            | Naoki Urasawa                  | Planeta DeAgostini  |
| 2009                                                   | Pluto                                        | Naoki Urasawa, Osamu Tezuka    | Planeta DeAgostini  |
| 2010                                                   | Gantz                                        | Hiroya Oku                     | Glénat              |
| 2011                                                   | XxxHolic                                     | CLAMP                          | Norma Editorial     |
| 2012                                                   | Elfen Lied                                   | Lynn Okamoto                   | Ivrea               |
| 2013                                                   | Berserk                                      | Kentaro Miura                  | EDT                 |
| 2014                                                   | Another                                      | Yukito Ayatsuji, Hiro Kiyohara | Editorial Ivrea     |
| 2015                                                   | Los dioses mienten                           | Kaori Ozaki                    | Milky Way Ediciones |
| 2016                                                   | Buenas noches, Punpun                        | Inio Asano                     | Norma Editorial     |
| 2017                                                   |                                              |                                |                     |
| One Punch-Man                                          | One, Yusuke Murata                           | Ivrea                          |                     |
| Ajin (Semihumano)                                      | Gamon Samurai, Kentaro Miura                 | Norma Editorial                |                     |
| Innocent                                               | Shin'ichi Sakamoto                           | Milky Way Ediciones            |                     |
| 2018                                                   |                                              |                                |                     |
| Atelier of Witch Hat                                   | Kamome Shirahama                             | Milky Way Ediciones            |                     |
| Maximum Berserk                                        | Kentaro Miura                                | Panini Manga                   |                     |
| Akame ga kill                                          | Takahiro, Tetsuya Tashiro                    | Norma Editorial                |                     |
| 2019                                                   |                                              |                                |                     |
| Golden Kamuy                                           | Mizuho Kusanagi                              | Milky Way Ediciones            |                     |
| Atelier of Witch Hat (El Atelier de Sombreros de Mago) | Komome Shirahama                             | Milky Way Ediciones            |                     |
| One Punch-Man                                          | One, Yusuke Murata                           | Editorial Ivrea                |                     |
| 2020                                                   |                                              |                                |                     |
| Knights of Sidonia                                     | Tsutomu Nihei                                | Panini                         |                     |
| El temps amb tu                                        | Makoto Shinkai, Wataru Kubota                | Milky Way Ediciones            |                     |
| Goblin Slayer!                                         | Kousuke Kurose, Kumo Kagyu, Noboru Kannatuki | Editorial Ivrea                |                     |
| 2021                                                   |                                              |                                |                     |
| Berserk                                                | Kentaro Miura                                | Panini Comics                  |                     |
| Atelier of Witch Hat                                   | Kamome Shirahama                             | Milky Way Ediciones            |                     |
| Blue Period                                            | Tsubasa Yamaguchi                            | Milky Way Ediciones            |                     |
| 2022                                                   |                                              |                                |                     |
| Atelier of Witch Hat                                   | Kamome Shirahama                             | Milky Way Ediciones            |                     |
| El incidente de Darwin                                 | Shun Umezawa                                 | Distrito Manga                 |                     |
| Kowloon Generic Romance                                | Jun Mayuzuk                                  | Norma                          |                     |
| 2023                                                   |                                              |                                |                     |
| Atelier of Witch Hat                                   | Kamome Shirahama                             | Milky Way Ediciones            |                     |
| Oshi no Ko                                             | Aka Akasaka i Mengo Yokoyari                 | Editorial Ivrea                |                     |
| Skip and Loafer                                        | Misaki Takamatsu                             | Milky Way                      |                     |
| 2024                                                   |                                              |                                |                     |
| Los diarios de la boticaria                            | Natsu Hyûga / Nekokurage                     | ECC Ediciones                  |                     |
| Skip and Loafer                                        | Misaki Takamatsu                             | Milky Way                      |                     |
| Tragones y mazmorras                                   | Ryôko Kui                                    | Milky Way                      |                     |